# Komisja Rozpoznawcza
Komisja Rozpoznawcza – organ powołany przez dyktatora powstania listopadowego gen. Józefa Chłopickiego 29 grudnia 1830 dla rozpatrzenia spraw osób podejrzanych o szpiegostwo na rzecz Rosji. W jego skład weszło pięć osób pod przewodnictwem hrabiego Michała Aleksandra Potockiego, którego wkrótce zastąpił poseł płocki Jan Turski. Komisja działała w oparciu o postanowienie dyktatora z 3 stycznia 1831, zobowiązujące prokuratorów do ścigania z urzędu byłych szpiegów.
Po wybuchu insurekcji w Warszawie i ucieczce wielkiego księcia Konstantego Pawłowicza, w ręce powstańców dostały się dokumenty wytworzone przez różne instytucje policji tajnej Królestwa Kongresowego. W całości przechwycono belwederską Tajną Kancelarię Wielkiego Księcia, papiery kierowanej przez Konstantego "wyższej policji tajnej" (Mateusza Schleya, pułkownika Sassa, Henryka Mackrotta). Przejęto także registratury z kancelarii: szefa żandarmerii gen. Aleksandra Rożnieckiego, wiceprezydenta Warszawy Mateusza Lubowidzkiego, szefa sztabu gen. Dmitrija Dmitrijewicza Kuruty, i senatora Nikołaja Nowosilcowa. 
Kancelarię Nowosilcowa ukrył główny cenzor Królestwa Józef Kalasanty Szaniawski.
3 grudnia 1830 papiery te zdeponowano w budynku Banku Polskiego. 5 grudnia Rząd Tymczasowy Królestwa Polskiego powołał kilkunastoosobowy Komitet do Przejrzenia Papierów Policji Tajnej, pod przewodnictwem Juliana Ursyna Niemcewicza. Komitet zajął się zabezpieczeniem zgromadzonych dokumentów, które były przemieszane i splądrowane przez nieznane osoby. Po przejrzeniu papierów Komitet rozwiązał się 7 stycznia 1831 a 18 stycznia opublikował raport, zawierający informacje o działalności policji tajnej.
Komisja Rozpoznawcza została zlikwidowana przez Rząd Narodowy. Kompetencje komisji, wraz ze zgromadzonymi materiałami przejął pięcioosobowy Komitet Rozpoznawczy pod prezesurą Michała Hube, którego kompetencje poszerzono o sprawy związane z łamaniem przez obalony rząd przedpowstańczy konstytucji i sprawy nadużycia władzy. Po półtoramiesięcznej pracy Komitet rozpoczął publikowanie pierwszych list agentów. 21 lipca ujawniono listę, na której znalazły się osoby podejrzane o szpiegostwo, co do których zachowała się poświadczona podpisem rota przysięgi i pokwitowany odbiór wynagrodzenia.
Rozpatrzono 341 spraw, 140 umorzono, 96 osób uwolniono od zarzutów, 52 osoby oddano pod dozór policyjny. Pozostałych uznano za nieświadomych informatorów. Do rozpatrzenie pozostało jeszcze 199 spraw, listy gończe rozesłano za 113 osobami.
15 sierpnia 1831 doszło do wystąpień ludności Warszawy, która dokonała samosądu na podejrzanych o zdradę oficerach polskich więzionych na Zamku Królewskim oraz szpiegach i agentach przetrzymywanych w więzieniach. Tłum wywlókł, zakłuł bagnetami lub powiesił wówczas 34 osoby, m.in. Józefa Mateusza Birnbauma.